# Jack Thurin
Jack Erik Panos Thurin (* 9. Juni 1999 in Skövde) ist ein schwedischer Handballspieler.

## Karriere

### Verein
Der 1,99 m große rechte Rückraumspieler begann mit dem Handball in seiner Heimatstadt beim IFK Skövde HK, für den er ab 2016 in der ersten schwedischen Liga, der Handbollsligan, auflief. Für Skövde erzielte der Linkshänder 696 Tore in 165 Ligaspielen. International nahm er am EHF European Cup 2021/22 teil, in dem die Mannschaft im Achtelfinale ausschied. Thurin warf 24 Tore in vier Einsätzen. In der Saison 2022/23 wurde er mit dem portugiesischen Verein FC Porto Meister in der Andebol 1, mit 144 Toren belegte er Platz 5 in der Torschützenliste. Dagegen schied man in der EHF Champions League als Gruppenletzter in der Vorrunde aus, mit 50 Treffern war er zweitbester Torschütze Portos.
Zur Saison 2023/24 wechselte er in die erste dänische Liga, die Håndboldligaen, zu Aalborg Håndbold. Dort wurde er 2024 und 2025 dänischer Meister sowie 2025 Pokalsieger.
Zur Saison 2025/26 unterschrieb er beim französischen Verein Montpellier Handball.

### Nationalmannschaft
In der schwedischen A-Nationalmannschaft debütierte Thurin am 11. April 2019 gegen Norwegen. Bei der Europameisterschaft 2020 warf er drei Tore in zwei Einsätzen. Bei der Weltmeisterschaft 2021 wurde er für den erkrankten Albin Lagergren nachnominiert, blieb aber im weiteren Turnierverlauf beim Gewinn der Silbermedaille ohne Einsatz.